# AC Milán 2010/2011
Tento článek se podrobně zabývá událostmi ve fotbalovém klubu AC Milán v sezoně 2010/11 a jeho působení v nejvyšší lize, domácího poháru a v Lize mistrů UEFA.

## Realizační tým
| Post                                        | Jméno                                                                                                  |
| ------------------------------------------- | --- |
| Hlavní trenér                               | Massimiliano Allegri                                                                                   |
| Asistent trenéra                            | Mauro Tassotti                                                                                         |
| Trenér brankářů                             | Marco Landucci                                                                                         |
| Technický spolupracovník                    | Andrea Maldera                                                                                         |
| Sportovní trenéři                           | Daniele Tognaccini, Fabio Allevi, Bruno Dominici, Simone Folletti, Sergio Mascheroni, Andrea Primitivi |
| Klubové vedení                              | |
| Prezident klubu                             | volné místo                                                                                            |
| Zástupce viceprezidenta a generální ředitel | Adriano Galliani                                                                                       |
| Zástupce prezidenta klubu                   | Paolo Berlusconi, Gianni Nardi                                                                         |
| Sportovní ředitel                           | Ariedo Braida                                                                                          |
| Vedoucí klubu                               | Vittorio Mentana                                                                                       |

## Soupiska
Aktuální k datu 30. června 2011.
| Číslo | Pozice | Nár.                 | Hráč                     | Datum narození a věk        | Od roku | Předchozí angažmá | Poznámka                                 |
| ----- | ------ | -------------------- | ------------------------ | --------------------------- | ------- | ----------------- | ---------------------------------------- |
| 1     | B      | Itálie               | Marco Amelia             | 2. dubna 1982 (42 let)      | 2010    | Janov             |                                          |
| 4     | Z      | Nizozemsko           | Mark van Bommel          | 22. dubna 1977 (47 let)     | 2011    | Mnichov           | přišel v lednu                           |
| 5     | O      | USA · Belgie         | Oguchi Onyewu            | 13. května 1982 (42 let)    | 2009    | Lutych            | v lednu odešel na hostování do FC Twente |
| 7     | Ú      | Brazílie             | Alexandre Pato           | 2. září 1989 (35 let)       | 2008    | Internacional     |                                          |
| 8     | Z      | Itálie               | Gennaro Gattuso          | 9. ledna 1978 (47 let)      | 1999    | Salernitana       |                                          |
| 9     | Ú      | Itálie               | Filippo Inzaghi          | 9. srpna 1973 (51 let)      | 2001    | Juventus          |                                          |
| 10    | Z      | Nizozemsko · Surinam | Clarence Seedorf         | 1. dubna 1976 (48 let)      | 2002    | Inter             |                                          |
| 11    | Ú      | Švédsko              | Zlatan Ibrahimovič       | 3. října 1981 (43 let)      | 2010    | Barcelona         |                                          |
| 13    | O      | Itálie               | Alessandro Nesta         | 19. března 1976 (49 let)    | 2002    | Lazio             |                                          |
| 14    | Z      | Sierra Leone         | Rodney Strasser          | 30. března 1990 (34 let)    | 2008    | Juniorka          |                                          |
| 15    | O      | Řecko                | Sokratis Papastathopulos | 9. června 1988 (36 let)     | 2010    | Janov             |                                          |
| 16    | Z      | Francie              | Mathieu Flamini          | 7. března 1984 (41 let)     | 2008    | Arsenal           |                                          |
| 17    | O      | Itálie               | Massimo Oddo             | 14. června 1976 (48 let)    | 2007    | Lazio             |                                          |
| 18    | O      | Česko                | Marek Jankulovski        | 9. května 1977 (47 let)     | 2005    | Udinese           |                                          |
| 19    | O      | Itálie               | Gianluca Zambrotta       | 19. února 1977 (48 let)     | 2008    | Barcelona         |                                          |
| 20    | O      | Itálie               | Ignazio Abate            | 12. listopadu 1986 (38 let) | 2009    | Turín             |                                          |
| 21    | Z      | Itálie               | Andrea Pirlo             | 19. května 1979 (45 let)    | 2001    | Inter             |                                          |
| 22    | Ú      | Itálie               | Marco Borriello          | 18. června 1982 (42 let)    | 2008    | Janov             | v srpnu odešel na hostování do AS Řím    |
| 22    | Z      | Uruguay              | Bruno Montelongo         | 12. září 1987 (37 let)      | 2010    | RP Montevideo     | v lednu skončilo hostování               |
| 23    | Z      | Itálie               | Massimo Ambrosini        | 29. května 1977 (47 let)    | 1995    | Cesena            |                                          |
| 25    | O      | Itálie               | Daniele Bonera           | 31. května 1981 (43 let)    | 2006    | Parma             |                                          |
| 27    | Z      | Ghana · Německo      | Kevin-Prince Boateng     | 6. března 1987 (38 let)     | 2010    | Janov             |                                          |
| 28    | Z      | Nizozemsko · Surinam | Urby Emanuelson          | 16. června 1986 (38 let)    | 2011    | Ajax              | přišel v lednu                           |
| 30    | B      | Itálie               | Flavio Roma              | 21. června 1974 (50 let)    | 2009    | Monaco            |                                          |
| 32    | B      | Itálie               | Christian Abbiati        | 8. července 1977 (47 let)   | 1998    | Monza             |                                          |
| 33    | O      | Brazílie             | Thiago Silva             | 22. září 1984 (40 let)      | 2009    | Fluminense        |                                          |
| 35    | O      | Španělsko            | Dídac Vilà               | 9. června 1989 (35 let)     | 2011    | Espanyol          | přišel v lednu                           |
| 51    | Ú      | Itálie               | Giacomo Beretta          | 14. března 1992 (33 let)    | 2010    | Juniorka          |                                          |
| 52    | Z      | Kazachstán · Německo | Alexander Merkel         | 22. února 1992 (33 let)     | 2010    | Juniorka          |                                          |
| 66    | O      | Itálie               | Nicola Legrottaglie      | 20. října 1976 (48 let)     | 2011    | Juventus          | přišel v lednu                           |
| 70    | Ú      | Brazílie             | Robinho                  | 25. ledna 1984 (41 let)     | 2010    | Manchester City   |                                          |
| 76    | O      | Kolumbie             | Mario Yepes              | 13. ledna 1973 (52 let)     | 2010    | AC Chievo         |                                          |
| 77    | O      | Itálie               | Luca Antonini            | 4. srpna 1982 (42 let)      | 2008    | Empoli            |                                          |
| 80    | Ú      | Brazílie             | Ronaldinho               | 21. března 1980 (44 let)    | 2008    | Barcelona         | v lednu odešel do CR Flamengo            |
| 90    | Ú      | Nigérie              | Nnamdi Oduamadi          | 17. října 1990 (34 let)     | 2010    | Juniorka          |                                          |
| 99    | Ú      | Itálie               | Antonio Cassano          | 12. července 1982 (42 let)  | 2011    | Sampdoria         | přišel v lednu                           |

### Změny v kádru v letním přestupovém období 2010[7]
| Přišli do týmu | Přišli do týmu  | Přišli do týmu            | Přišli do týmu | Přišli do týmu     | Přišli do týmu     | Přišli do týmu | Odešli z týmu | Odešli z týmu | Odešli z týmu             | Odešli z týmu | Odešli z týmu       | Odešli z týmu    | Odešli z týmu |
| Pozice         | Nár.            | Hráč                      | Věk            | Odkud přišel       | Typ                | Cena           | Pozice        | Nár.          | Hráč                      | Věk           | Kam odešel          | Typ              | Cena          |
| B              | Itálie          | Ferdinando Coppola        | 32             | Atalanta BC        | přestup            | ?              | B             | Itálie        | Ferdinando Coppola        | 32            | AC Siena            | hostování        | ?             |
| B              | Itálie          | Marco Amelia              | 28             | Janov CFC          | hostování s opcí   | ?              | B             | Brazílie      | Dida                      | 36            | konec kariéry       |                  |               |
| B              | Itálie          | Marco Storari             | 33             | UC Sampdoria       | návrat z hostování |                | B             | Itálie        | Marco Storari             | 33            | Juventus FC         | přestup          | 4,5 mil. Euro |
| O              | Itálie          | Matteo Darmian            | 20             | Calcio Padova      | návrat z hostování |                | O             | Itálie        | Matteo Darmian            | 20            | US Città di Palermo | přestup          | 1,3 mil. Euro |
| O              | Uruguay         | Bruno Montelongo          | 22             | RP Montevideo      | hostování          | ?              | O             | Brazílie      | Digão                     | 24            | FC Penafiel         | hostování        | ?             |
| O              | Brazílie        | Digão                     | 24             | FC Crotone         | návrat z hostování |                | O             | Itálie        | Giuseppe Favalli          | 38            | konec kariéry       |                  |               |
| O              | Kolumbie        | Mario Yepes               | 34             | AC ChievoVerona    | přestup            | zadarmo        | O             | Gruzie        | Kacha Kaladze             | 32            | Janov CFC           | přestup          | zadarmo       |
| O              | Řecko           | Sokratis Papastathopulos  | 22             | Janov CFC          | přestup            | 4,5 mil. Euro  | Z             | Anglie        | David Beckham             | 35            | Los Angeles Galaxy  | konec hostování  |               |
| Z              | Ghana · Německo | Kevin-Prince Boateng      | 23             | Janov CFC          | hostování s opcí   | 3 mil. Euro    | Z             | Brazílie      | Mancini                   | 29            | FC Inter Milán      | konec hostování  |               |
| Z              | Itálie          | Davide Di Gennaro         | 22             | AS Livorno Calcio  | návrat z hostování |                | Z             | Itálie        | Davide Di Gennaro         | 22            | Calcio Padova       | hostování        | ?             |
| Ú              | Švédsko         | Zlatan Ibrahimović        | 28             | FC Barcelona       | hostování s opcí   | 6 mil. Euro    | Ú             | Nizozemsko    | Klaas-Jan Huntelaar       | 27            | FC Schalke 04       | přestup          | 14 mil. Euro  |
| Ú              | Brazílie        | Robinho                   | 26             | Manchester City FC | přestup            | 18 mil. Euro   | Ú             | Ghana         | Dominic Adiyiah           | 20            | Reggina Calcio      | hostování        | ?             |
| Ú              | Gabon           | Pierre-Emerick Aubameyang | 21             | Lille OSC          | návrat z hostování |                | Ú             | Gabon         | Pierre-Emerick Aubameyang | 21            | AS Monaco           | hostování        | ?             |
|                |                 |                           |                |                    |                    |                | Ú             | Itálie        | Marco Borriello           | 28            | AS Řím              | hostování s opcí | ?             |

### Změny v kádru v zimním přestupovém období 2011[11]
| Přišli do týmu | Přišli do týmu       | Přišli do týmu            | Přišli do týmu | Přišli do týmu    | Přišli do týmu     | Přišli do týmu | Odešli z týmu | Odešli z týmu | Odešli z týmu             | Odešli z týmu | Odešli z týmu    | Odešli z týmu    | Odešli z týmu |
| Pozice         | Nár.                 | Hráč                      | Věk            | Odkud přišel      | Typ                | Cena           | Pozice        | Nár.          | Hráč                      | Věk           | Kam odešel       | Typ              | Cena          |
| O              | Španělsko            | Dídac Vilà                | 21             | RCD Espanyol      | přestup            | 4 mil. Euro    | O             | Uruguay       | Bruno Montelongo          | 23            | Bologna FC 1909  | konec hostování  |               |
| O              | Itálie               | Nicola Legrottaglie       | 34             | Juventus FC       | přestup            | zadarmo        | O             | USA · Belgie  | Oguchi Onyewu             | 28            | FC Twente        | hostování        | ?             |
| Z              | Nizozemsko · Surinam | Urby Emanuelson           | 24             | AFC Ajax          | přestup            | 2,5 mil. Euro  | Ú             | Ghana         | Dominic Adiyiah           | 21            | FK Partizan      | hostování        | ?             |
| Z              | Nizozemsko           | Mark van Bommel           | 33             | FC Bayern Mnichov | přestup            | zadarmo        | Ú             | Gabon         | Pierre-Emerick Aubameyang | 21            | AS Saint-Étienne | hostování s opcí | ?             |
| Ú              | Ghana                | Dominic Adiyiah           | 21             | Reggina Calcio    | konec hostování    |                | Ú             | Brazílie      | Ronaldinho                | 30            | CR Flamengo      | přestup          | 3 mil. Euro   |
| Ú              | Itálie               | Antonio Cassano           | 28             | UC Sampdoria      | přestup            | 1,7 mil. Euro  |               |               |                           |               |                  |                  |               |
| Ú              | Gabon                | Pierre-Emerick Aubameyang | 21             | AS Monaco         | návrat z hostování |                |               |               |                           |               |                  |                  |               |

## Zápasy v sezoně 2010/11

### Serie A (Italská liga)
|              | BAR | BOL | BRE | CAL | CAT | CES | CHI | FIO | JAN | INT | JUV | LAZ | LEC | NEA | PAL | PAR | ŘÍM | SAM | UDI |
| ------------ | --- | --- | --- | --- | --- | --- | --- | --- | --- | --- | --- | --- | --- | --- | --- | --- | --- | --- | --- |
| Utkání doma  | 1:1 | 1:0 | 3:0 | 4:1 | 1:1 | 2:0 | 3:1 | 1:0 | 1:0 | 3:0 | 1:2 | 0:0 | 4:0 | 3:0 | 3:1 | 4:0 | 0:1 | 3:0 | 4:4 |
| Utkání venku | 3:2 | 3:0 | 1:0 | 1:0 | 2:0 | 0:2 | 2:1 | 2:1 | 1:2 | 1:0 | 1:0 | 1:1 | 1:1 | 2:1 | 0:1 | 1:0 | 0:0 | 1:1 | 0:0 |

Tabulka
| Poř. | Tým                 | Z  | V  | R  | P  | VG | OG | B  |
| ---- | ------------------- | -- | -- | -- | -- | -- | -- | -- |
| 1.   | AC Milán            | 38 | 24 | 10 | 4  | 65 | 24 | 82 |
| 2.   | FC Inter Milán      | 38 | 23 | 7  | 8  | 69 | 42 | 76 |
| 3.   | SSC Neapol          | 38 | 21 | 7  | 10 | 59 | 39 | 70 |
| 4.   | Udinese Calcio      | 38 | 20 | 6  | 12 | 65 | 43 | 66 |
| 5.   | SS Lazio            | 38 | 20 | 6  | 12 | 55 | 39 | 66 |
| 6.   | AS Řím              | 38 | 18 | 9  | 11 | 59 | 52 | 63 |
| 7.   | Juventus FC         | 38 | 15 | 13 | 10 | 57 | 47 | 58 |
| 8.   | US Città di Palermo | 38 | 17 | 5  | 16 | 58 | 63 | 56 |
| 9.   | ACF Fiorentina      | 38 | 12 | 15 | 11 | 49 | 44 | 51 |
| 10.  | Janov CFC           | 38 | 14 | 9  | 15 | 45 | 47 | 51 |

Poznámky
- Z = Odehrané zápasy; V = Vítězství; R = Remízy; P = Prohry; VG = Vstřelené góly; OG = Obdržené góly; B = Body

|  | Mistr ligy a Přímý postup do Ligy mistrů 2011/12 |
|  | Přímý postup do Ligy mistrů 2011/12              |
|  | Postup do play-off Ligy mistrů 2011/12           |
|  | Přímý postup do Evropské ligy UEFA 2011/12       |
|  | Postup do play-off Evropské ligy UEFA 2011/12    |

### Coppa Italia (Italský pohár)
| osmifinále 20. ledna 2011 | AC Milán                                                  | 3 – 0  | AS Bari | Stadio Giuseppe Meazza, Milán |  |  |
| 21:00 SELČ                | 19' Zlatan Ibrahimovič 45+1' Alexander Merkel 65' Robinho | Report |         | Diváci: 9.391                 |  |  |
|                           |                                                           |        |         |                               |  |  |

| čtvrtfinále 26. ledna 2011 | UC Sampdoria        | 1 – 2  | AC Milán                | Stadio Luigi Ferraris, Janov |  |  |
| 17:30 SELČ                 | 51' Stefano Guberti | Report | 17', 22' Alexandre Pato | Diváci: 11.458               |  |  |
|                            |                     |        |                         |                              |  |  |

| semifinále - 1. zápas 20. dubna 2011 | AC Milán                                  | 2 – 2  | US Citta di Palermo                   | Stadio Giuseppe Meazza, Milán |  |  |
| 20:45 SELČ                           | 4' Zlatan Ibrahimovič 76' Urby Emanuelson | Report | 14' Javier Pastore 76' Abel Hernández | Diváci: 20.022                |  |  |
|                                      |                                           |        |                                       |                               |  |  |

| semifinále - 2. zápas 10. května 2011 | US Citta di Palermo                          | 2 – 1  | AC Milán                 | Stadio Renzo Barbera, Palermo |  |  |
| 20:45 SELČ                            | 63' Giulio Migliaccio 73' (pen.) Cesare Bovo | Report | 90+4' Zlatan Ibrahimovič | Diváci: 33.414                |  |  |
|                                       |                                              |        |                          |                               |  |  |

### Liga mistrů UEFA 2010/11
| Základní skupina G: 1. zápas 15. září 2010 | AC Milán                    | 2 – 0  | AJ Auxerre | Stadio Giuseppe Meazza, Milán                 |  |
| 20:45 SELČ | 66', 69' Zlatan Ibrahimovič | Report |            | Diváci: 69.317 Rozhodčí: Pavel Cristian Balaj |  |
| Poznámky: Sestava: Abbiati (K) – Antonini (71. Abate), Bonera, Nesta, Zambrotta – Seedorf, Pirlo, Ambrosini (15. Boateng) – Ronaldinho, Ibrahimovič, Pato (55. Robinho) |                             |        |            |                                               |  |

| Základní skupina G: 2. zápas 28. září 2010 | AFC Ajax               | 1 – 1  | AC Milán               | Amsterdam ArenA, Amsterdam           |  |
| 20:45 SELČ | 23' Mounir El Hamdaoui | Report | 37' Zlatan Ibrahimovič | Diváci: 51.276 Rozhodčí: Felix Brych |  |
| Poznámky: Sestava: Abbiati – Antonini, Thiago Silva, Nesta, Zambrotta – Flamini (52. Boateng), Pirlo, Gattuso (K) – Seedorf (K) (85. Abate) – Ibrahimovič, Robinho (85. Inzaghi) |                        |        |                        |                                      |  |

| Základní skupina G: 3. zápas 19. října 2010 | Real Madrid                          | 2 – 0  | AC Milán | Estadio Santiago Bernabéu, Madrid      |  |
| 20:45 SELČ | 13' Cristiano Ronaldo 14' Mesut Özil | Report |          | Diváci: 71.657 Rozhodčí: Pedro Proença |  |
| Poznámky: Sestava: Amelia – Antonini, Bonera, Nesta, Zambrotta – Pirlo – Seedorf, Gattuso (K) (59. Boateng) – Pato (78. Inzaghi), Ibrahimovič, Ronaldinho (72. Robinho) |                                      |        |          |                                        |  |

| Základní skupina G: 4. zápas 3. listopadu 2010 | AC Milán                 | 2 – 2  | Real Madrid                          | Stadio Giuseppe Meazza, Milán        |  |
| 20:45 SELČ | 68', 78' Filippo Inzaghi | Report | 45' Gonzalo Higuaín 90+4' Pedro León | Diváci: 76.357 Rozhodčí: Howard Webb |  |
| Poznámky: Sestava: Abbiati – Zambrotta, Thiago Silva, Nesta, Abate – Gattuso (K) (84. Seedorf), Pirlo, Boateng – Pato (72. Ambrosini), Ibrahimovič, Ronaldinho (60. Inzaghi) |                          |        |                                      |                                      |  |

| Základní skupina G: 5. zápas 24. listopadu 2010 | AJ Auxerre | 0 – 2  | AC Milán                                | Stade de l'Abbé-Deschamps, Auxerre     |  |
| 20:45 SELČ |            | Report | 64' Zlatan Ibrahimovič 90+1' Ronaldinho | Diváci: 19.244 Rozhodčí: Damir Skomina |  |
| Poznámky: Sestava: Abbiati – Zambrotta, Thiago Silva, Nesta, Abate – Ambrosini – Gattuso (90+2. Strasser), Flamini – Seedorf (76. Boateng) – Ibrahimovič (85. Ronaldinho), Robinho |            |        |                                         |                                        |  |

| Základní skupina G: 6. zápas 8. prosince 2010 | AC Milán | 0 – 2  | AFC Ajax                                | Stadio Giuseppe Meazza, Milán            |  |
| 20:45 SELČ |          | Report | 57' Demy de Zeeuw 66' Toby Alderweireld | Diváci: 72.960 Rozhodčí: Claus Bo Larsen |  |
| Poznámky: Sestava: Amelia – Antonini, Yepes, Thiago Silva, Bonera – Pirlo – Ambrosini (K) (63. Ibrahimovič), Flamini (26. Boateng) – Seedorf – Ronaldinho, Robinho (76. Merkel) |          |        |                                         |                                          |  |

Konečná tabulka skupiny G